# Spathomeles frivaldszkyi
Spathomeles frivaldszkyi es una especie de coleóptero de la familia Endomychidae.

## Distribución geográfica
Habita en Borneo.